# Roshel
Roshel (Roshel Smart Armored Vehicles) — канадський виробник колісних броньованих та інкасаторських автомобілів і бойових броньованих машин.
8 виготовлених цією фірмою бронеавтомобілів Senator APC у рамках військової допомоги після російського вторгнення в Україну 24 лютого 2022 року уряд Канади наприкінці квітня того ж року подарував Сухопутним військам України. Перші такі бронемашини з'явилися в розпорядженні Сил оборони України у травні 2022 року. Станом на початок грудня 2022 року українській армії передали вже сотню таких автомобілів. Наприкінці грудня того ж року бойові броньовані автомобілі Senator APC одержав Чернігівський прикордонний загін.

## Історія

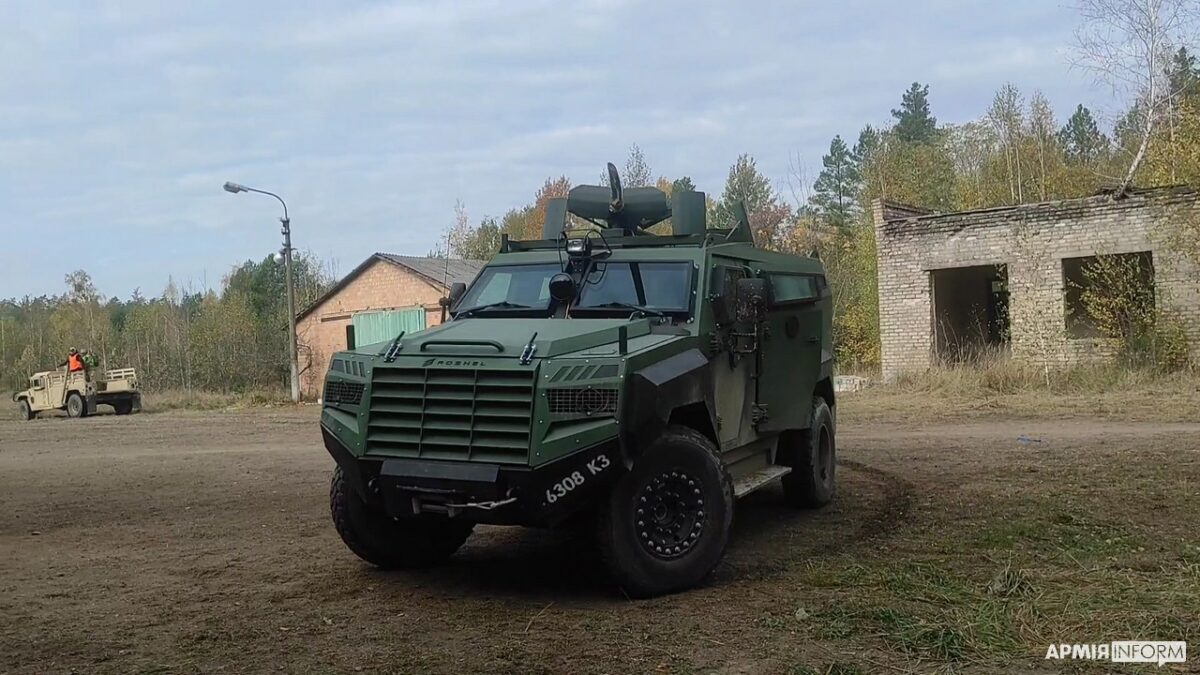
Roshel Senator 2022 року використання

У Сили оборони Україна Roshel відправила 1 140 машин Senator, що робить їх однією з найпоширеніших моделей бронеавтомобіля на російсько-українській війні з 2022 року до травня 2024 року .
4 червня 2025 року виробник бронемашин Roshel переніс частину свого виробництва на територію України. Про це розповів генеральний директор компанії Роман Шимонов під час участі у конференції Захист майбутнього України: безпекові гарантії та розмінування для відновлення й відбудови .

## Суперечка
Колишній віце-президент компанії Антон Сестріцин звинуватив Рошеля та топ-менеджерів, включаючи генерального директора Романа Шимонова, у підкупі українського чиновника для допомоги у забезпеченні угоди на 92 мільйони доларів через уряд Канади. Рошель стверджував, що уряд виправдав його після аудиту та не виявив жодних порушень, але станом на 7 травня 2023 року звіт не був оприлюднений. Рошель подає зустрічний позов проти Антона Сестріцина за наклеп.